# Покровское (Днепропетровская область)
Покро́вское (укр. Покровське) — посёлок, Покровский поселковый совет, Покровский район, Днепропетровская область, Украина.
Является административным центром Покровского района и административным центром Покровского поселкового совета, в который, кроме того, входят сёла
Водяное,
Гапоно-Мечетное,
Зелёная Долина,
Левадное,
Отришки,
Петриков,
Романки,
Скотоватое,
Старокасьяновское,
Черненково и ликвидированное село
Раздолье.

## Географическое положение
Посёлок городского типа Покровское находится на правом берегу реки Волчья, выше по течению на расстоянии в два километра расположено село Ягодное, ниже по течению на расстоянии в 2,5 километра расположено село Черненково, на противоположном берегу — сёла Богодаровка, Александровка и Червоный Лиман.
На расстоянии в одного километра расположено село Левадное. По посёлку протекает пересыхающий ручей с запрудой.

## Происхождение названия
Осенью 1673 года Иван Сирко с черкасами встретился на Муравском шляхе с большим отрядом татар, разгромил их, взяв многих в плен, после чего вернулся на Сеч. Этот бой произошёл в районе Покровского в день Покрова Пресвятой Богородицы. В память об этой победе позднее слободу и назвали Покровской. В память об Иване Сирко западная часть посёлка, на околице которого когда-то произошёл бой, и сейчас в народе называется Сирковкой. Позже, после войны, западную часть называют Победой.

## История
Поселение основано в 1779 году, являлось селом Александровского уезда Екатеринославской губернии.
В конце XIX века здесь действовали школа, богадельня, несколько базаров и торговых лавок, регулярно проходили ярмарки.
В начале XX века Покровском были обнаружены залежи марганца.
В октябре 1930 года здесь была создана МТС.
В ходе Великой Отечественной войны в октябре 1941 года селение было оккупировано наступавшими немецкими войсками, но 14 сентября 1943 года - освобождено подразделениями 257-й стрелковой дивизии РККА.
В 1957 — присвоено статус посёлок городского типа.
В январе 1989 года численность населения составляла 12080 человек.
По состоянию на начало 2024 года численность населения составляла около 9 тысяч человек.

## Культура
Покровский районный народный историко-краеведческий музей, основан 22 ноября 1969 года, в июне 1971 года присвоено звание народного. Находится в отдельном здании площадью 315 м². В музее находятся документальные, фотографические и вещественные источники по истории и этнографии района, всего 3300 единиц музейных предметов.
Музей был открыт по инициативе Елены Михайловны Деримовой, она же и стала первым его директором. В начале в музее было два зала, впоследствии их количество расширилось до пяти. По состоянию на 2013 год функционировало одиннадцать музейных залов: древней истории и казачества; дореволюционного времени; гражданской войны; периода 1930—1940-х годов; Великой Отечественной войны; освободителей района; восстановительного периода; природы родного края; архитектуры и быта XVIII—XIX веков (крестьянский дом); «Афганистан — боль и память» (памяти воинов интернационалистов); современности.

## Экономика
- ООО «Видродження».
- ООО «Родина».
- элеватор ООО «АФ Контрактовая»

## Объекты социальной сферы
- Школа № 1.
- Школа № 2.
- Школа І-ІІ ст. № 1.
- Школа І-ІІ ст. № 2.
- 4 детских сада.
- Больница.
- Центральный дом культуры.
- Дом культуры № 1.
- Дом культуры № 2.

## Транспорт
Через посёлок проходят автомобильные дороги Н-15, Т-0401 и железная дорога, станция Мечетная.

## Известные люди
- Дудля, Николай Андреевич (1930—2001) — Герой Социалистического Труда.
- Кисенко, Иван Григорьевич (1905—1988) — Герой Социалистического Труда.
- Тенета, Борис Иосифович (1903—1935) — украинский и советский поэт и прозаик.